# Rourea duckei
Rourea duckei är en tvåhjärtbladig växtart som beskrevs av Huber. Rourea duckei ingår i släktet Rourea och familjen Connaraceae. Inga underarter finns listade i Catalogue of Life.